# Zeng Jinjin
Zeng Jinjin (Chinês: 曾津津; pinyin: Céng jīnjīn; Nantong, 8 de abril de 2001) é uma voleibolista de praia chinesa.

## Carreira
Na edição do Campeonato Mundial de Vôlei de Praia Sub-21 de 2017 realizada em Nanquim formava dupla com Cao Shuting e alcançaram a nona posição, mesmo posto obtido na edição do Mundial Sub-19 de 2018 celebrado também em Nanquim.
No ano de 2018 formava dupla com Cao Shuting e foram vice-campeãs na edição do Campeonato Asiático de Vôlei de Praia Sub-19, sediado em Nakhon Pathome disputaram a edição dos Jogos Olímpicos de Verão da Juventude em 2018
realizados em Buenos Airesquando finalizaram na quinta posição.Na edição do Campeonato Mundial de Vôlei de Praia de 2019 em Hamburgo competiu ao lado de Lin Meimei e finalizaram na trigésima sétima colocação.